# Новий Світ (Кальміуський район)
Нови́й Світ — селище в Старобешівській селищній громаді Кальміуського району Донецької області, Україна. З 2014 року внесено до переліку населених пунктів на Сході України, на яких тимчасово не діє українська влада.

## Географія
Розташоване на річці Кальміус. Відстань до Старобешева становить близько 10 км і проходить автошляхом місцевого значення.
Землі селища межують із територією смт Горбачево-Михайлівка Донецької області.

## Символіка
На чорному щиті центральними фігурами є три срібні градирні, що стоять на лазуровому зубчастому полі, яке символізує Кальміуське водосховище. Чорний колір поля свідчить про те, що основним видом палива є антрацитовий штиб. Також використовується природний газ, до чого відсилає верхнє лазурове поле щита.
Щит перетинають золоті громові блискавки, які символізують перетворення вугілля та газу на електроенергію. А схрещені між собою золота та срібна зірки, візуально показують процес трансформації пари на теплову енергію. Срібна пара та золоте тепло відповідно.

## Клімат
У селищі вологий континентальний клімат, з м'якою зимою та теплим літом. Середньорічна температура становить +8,4 °C.
Найпрохолодніший місяць січень, зі середньою температурою -5,8 °С, найтепліший місць липень, з середньою температурою +21.8 °C.
Опадів більше випадає у червні, у середньому 61 мм, найменше у жовтні — 30 мм опадів. У рік випадає близько 520 мм опадів.
| Кліматограма Нового Світу                                                                      | Кліматограма Нового Світу | Кліматограма Нового Світу | Кліматограма Нового Світу | Кліматограма Нового Світу | Кліматограма Нового Світу | Кліматограма Нового Світу | Кліматограма Нового Світу | Кліматограма Нового Світу | Кліматограма Нового Світу | Кліматограма Нового Світу | Кліматограма Нового Світу |
| ---------------------------------------------------------------------------------------------- | ------------------------- | ------------------------- | ------------------------- | ------------------------- | ------------------------- | ------------------------- | ------------------------- | ------------------------- | ------------------------- | ------------------------- | ------------------------- |
| С                                                                                              | Л                         | Б                         | К                         | Т                         | Ч                         | Л                         | С                         | В                         | Ж                         | Л                         | Г                         |
| 45 −3 −9                                                                                       | 36 −2 −8                  | 32 3 −4                   | 39 14 5                   | 46 21 11                  | 61 25 15                  | 53 27 17                  | 42 26 16                  | 37 21 11                  | 30 13 5                   | 44 5 −1                   | 55 0 −5                   |
| Середня макс. і мін. температури повітря (°C) Атмосферні опади (мм), за рік : 520 мм. Джерело: |                           |                           |                           |                           |                           |                           |                           |                           |                           |                           |                           |

## Історія
Перші згадки про Новий Світ датуються 1941 роком
Селище Новий Світ було засноване у 1954 році при будівництві Старобешівської ТЕС. З 1956 року — селище міського типу.
29 липня 2014 року ЗСУ звільнили місто від терористів під час проведення антитерористичної операції.

## Населення
Станом на 1 січня 2019 року чисельність населення селища — 9 055 осіб.

### Мова
Розподіл населення за рідною мовою за даними перепису 2001 року:
| Мова            | Кількість | Відсоток |
| --------------- | --------- | -------- |
| російська       | 8733      | 88.31%   |
| українська      | 1130      | 11.43%   |
| грецька         | 7         | 0.07%    |
| білоруська      | 5         | 0.05%    |
| вірменська      | 1         | 0.01%    |
| інші/не вказали | 13        | 0.13%    |
| Усього          | 9889      | 100%     |

| 1959  | 1970     | 1979     | 1989    | 1992     | 1999     | 2001    | 2011    | 2013    | 2017    | 2018    | 2019    |
| 7 400 | ▲ 11 400 | ▼ 10 000 | ▼ 9 800 | ▲ 10 200 | ▲ 10 300 | ▼ 9 889 | ▼ 9 300 | ▼ 9 256 | ▼ 9 105 | ▼ 9 092 | ▼ 9 055 |

## Економіка
- Старобешівська ТЕС
  - Лінія електропередачі «Новий Світ — Маріуполь»
  - Лінія електропередачі «Новий Світ — Зугрес»
- Харчова промисловість:
  - Масло-жирова

Залізнична станція Новий Світ.

## Соціальна сфера
- готель
- ресторан
- Палац культури
- Спортивно-оздоровчий комплекс
- басейн
- стадіон

## Освіта
У селищі діє три школи: Новосвітська загальноосвітня школа I—III ступенів з російською мовою навчання, Новосвітська загальноосвітня школа І-ІІ ступенів з українською мовою навчання та школа інтернат, а також Новосвітська дитяча музична школа.

## Персоналії
- Шендрик Олександр Миколайович (* 1950) — доктор хімічних наук, професор. Заслужений діяч науки і техніки України.
- Демиденко Григорій Григорович (1940) - доктор істор. наук, професор, Головний спеціаліст НДІ держ. будівництва Нац. академії правових наук України, Заслужений професор Національного юридичного університету ім. Я.Мудрого

## Джерело
- Українські військові звільнили від бойовиків селище Новий Світ